# پیش‌بزها
پیش‌بزها (نام علمی: Procapra) یک سرده از آهوان آسیایی،  از جمله سه گونه زنده است:
- آهوی مغولی P. gutturosa
- آهوی تبتی P. picticaudata
- آهوی پرزوالسکی P. przewalskii

قدیمی‌ترین فسیل‌های متعلق به سردۀ Procapra مربوط به اواخر پلیوسن یا اوایل پلیستوسن در آسیای مرکزی است، زمانی که آب و هوا مرطوب‌تر و ملایم‌تر از اکنون بود. این سرده ظاهراً از جانورانی شبیه به آهوی پلیوسن Gazella sinensis تکامل یافته است،  و شناخته شده است که توسط انسان‌های اولیه دوران نوسنگی در دریاچه چینگ‌های در چین شکار شده است. 